# Chrismopteryx undularia
Chrismopteryx undularia là một loài bướm đêm trong họ Geometridae.